# Iwasaki Kan’en

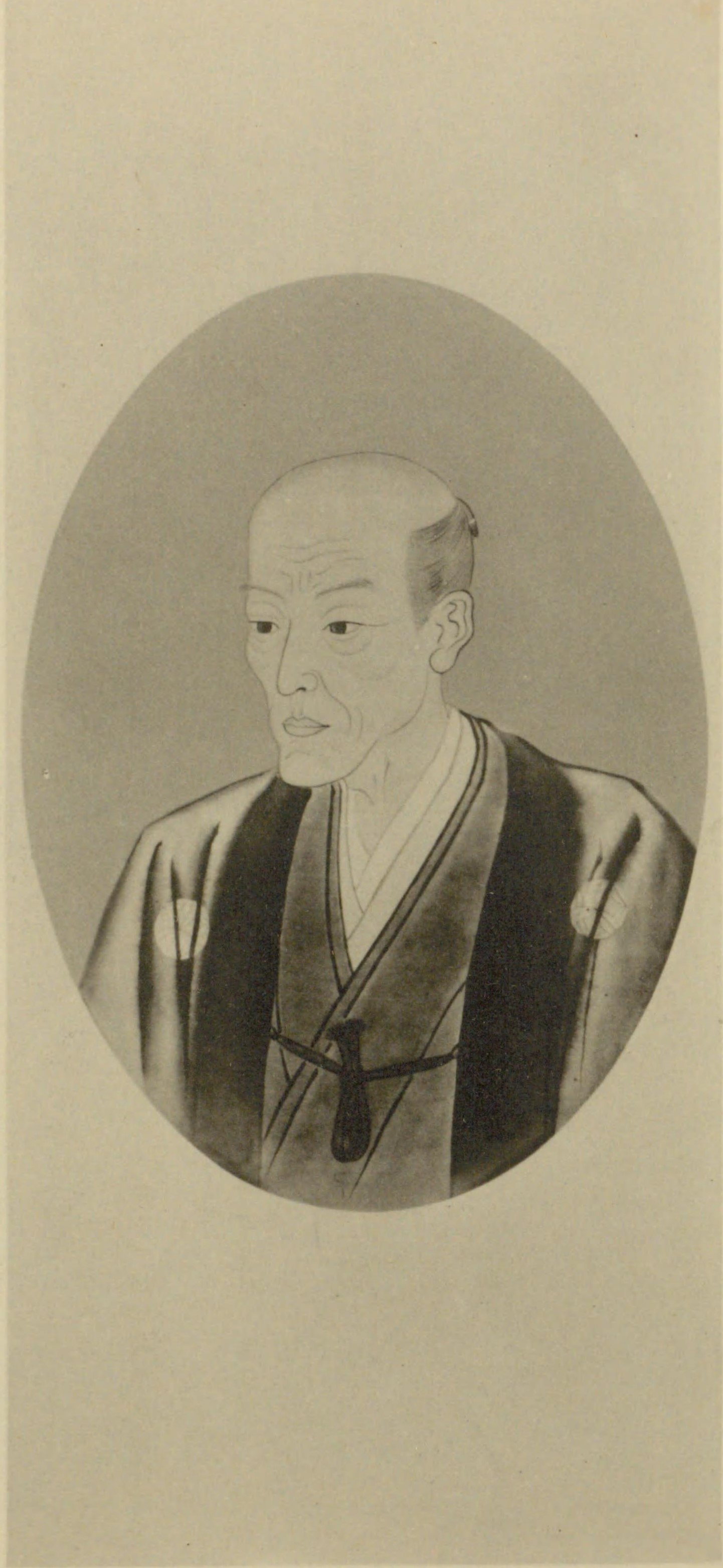
Iwasaki Kan’en

Iwasaki Kan’en (japanisch 岩崎 潅園; geboren 21. Juli 1786 in Edo (Provinz Musashi); gestorben 10. März 1842 ebenda) war ein japanischer Samurai, Botaniker und Naturwissenschaftler der späten Edo-Zeit.

## Leben und Wirken
Iwasaki Kan’en hieß eigentlich Tsunemasa (常正), sein Rufname war Genzō (源蔵). Er führte die „Gō“ „Tōkei“ (東渓) oder „Kan’en“ (灌園) und verwandte auch den Namen „Yūgendō“ (又玄堂). Er wurde in Edo geboren als Sohn einer großen Familie, die ein dafür bescheidenes Einkommen von 100 Koku im Jahr hatte.
Schon in jungen Jahren interessierte Iwasaki sich für Kräuterkunde und organisierte mit seinen Freunden Ausflüge zum Pflanzensammeln. 1809 wurde er Schüler  von Ono Ranzan, doch Ranzan starb bereits drei Monate später. 1814 beteiligte er sich an der Bearbeitung von „Kokin Yoran“ (古今要覧), das von Yashiro Hirokata (屋代 弘賢; 1758–1841) herausgegeben wurde, wobei er sich als Kräuterkenner auszeichnete. Im Jahr 1817 gründete er in seinem Zuhause seine Schule für die Kräuterkunde „Yūgendō“.
1809, als Iwasaki erst 22 Jahre alt war, plante er, ein Kräuterbuch herauszugeben. Drei Jahre später hatte er eine vorläufige Form mit dem Titel „Honzo Zusetsu“ fertiggestellt. Der Grund für die Zusammenstellung dieses Werkes war, dass Ono Ranzans „Honzō-keimō“ (本草啓蒙) – „Kräuterkunde Aufklärung“ bei einem Brand zerstört worden war und das Manuskript nur selten zu finde war. Diese Vorkenntnisse wurden in seinem späteren Hauptwerk „Hōnzo Zufu“ (本草図譜),  insgesamt 96 Bände, übernommen. Im Jahr 1818 waren 61 Bände des Werkes fertiggestellt und wurden dem Kabinett des Shogunats vorgelegt, wo Hotta Masaatsu (堀田正敦; 1755–1832) sie der Öffentlichkeit vorstellte.
In den Jahren 1820 und 1822 wurden durch Vermittlung von Honda Masaatsu  Grundstücke im Stadtteil Kudan (九段), das als bei Bränden zum Fluchtgebiet diente, als Heilkräutergarten an Iwasaki verpachtet. 1834 stieg er in die kleine Baubranche ein und übergab im selben Jahr die Leitung der Familie an seinen Sohn Nobumasa (岩崎 信正).
Kan’en wollte alle Produkte in Japan selbst bewerten und interessierte sich nicht nur sehr für die Beschreibungen in dem chinesischen Kräuterkundewerk „Bencao gangmu“ (本草綱目) aus dem 16. Jahrhundert, sondern auch für die westliche Botanik und versuchte, den Unterschied zwischen China und Japan zu erklären. Dies lag daran, dass er davon überzeugt war, dass die Aufklärung der wahren Umstände als Medikament allen Menschen zugutekommen sollte. Zu seinen Veröffentlichungen gehören nebeb „Honzo Zufu“, „Sōmoku ikushu“ (草木育種), „Züchtung von Planzen“, „Kyūkō honzō tsuūkai“ (救荒本草通解) „Herausgegriffene  Erläuterungen zur Kräuterkunde“ und „Nikkō-san kusaki no zu“ (日光山草木の図) – „Abbildung zu Pflanzen imn der Umgebung von Nikkō“.

## Bilder

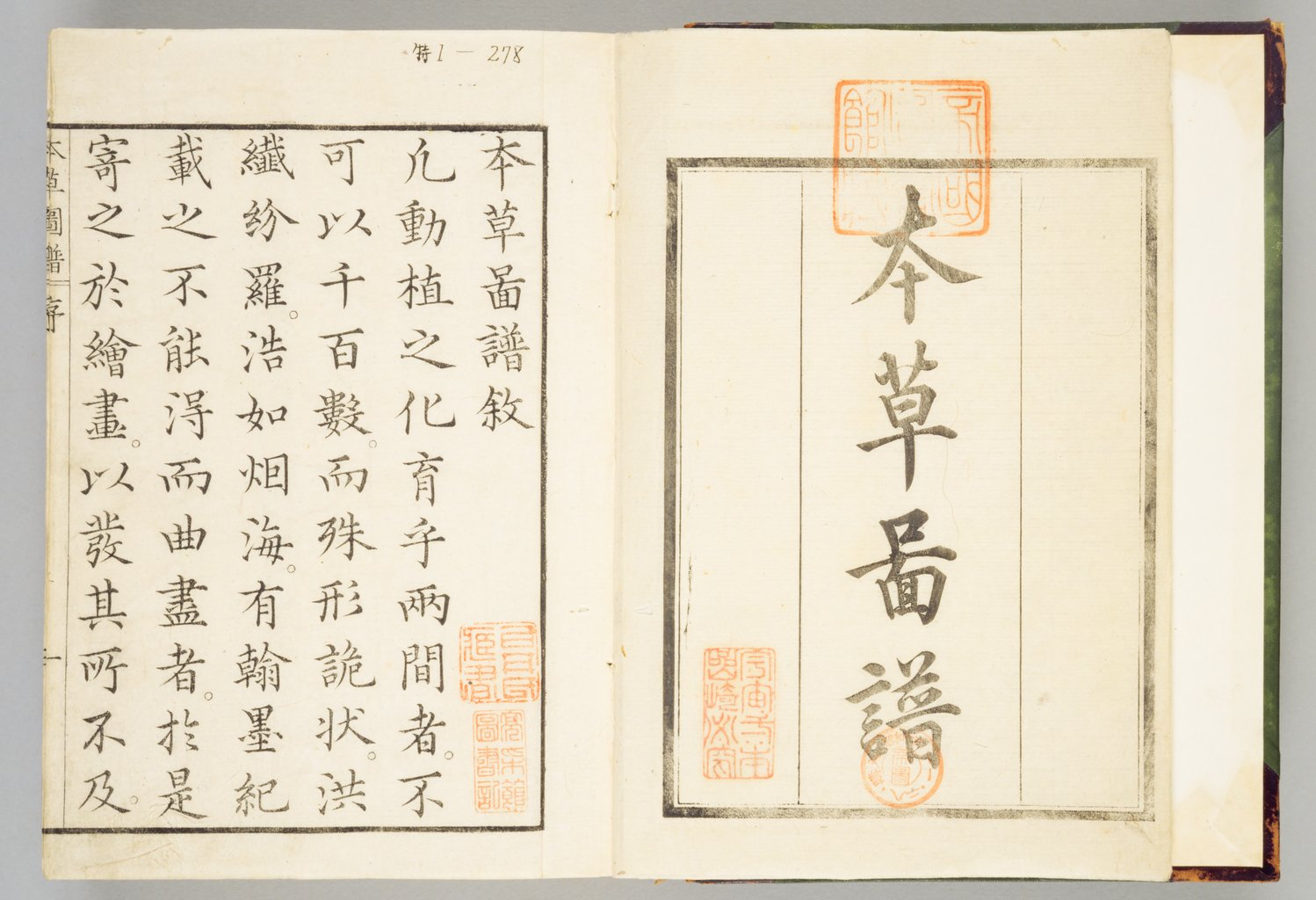
Buchanfang
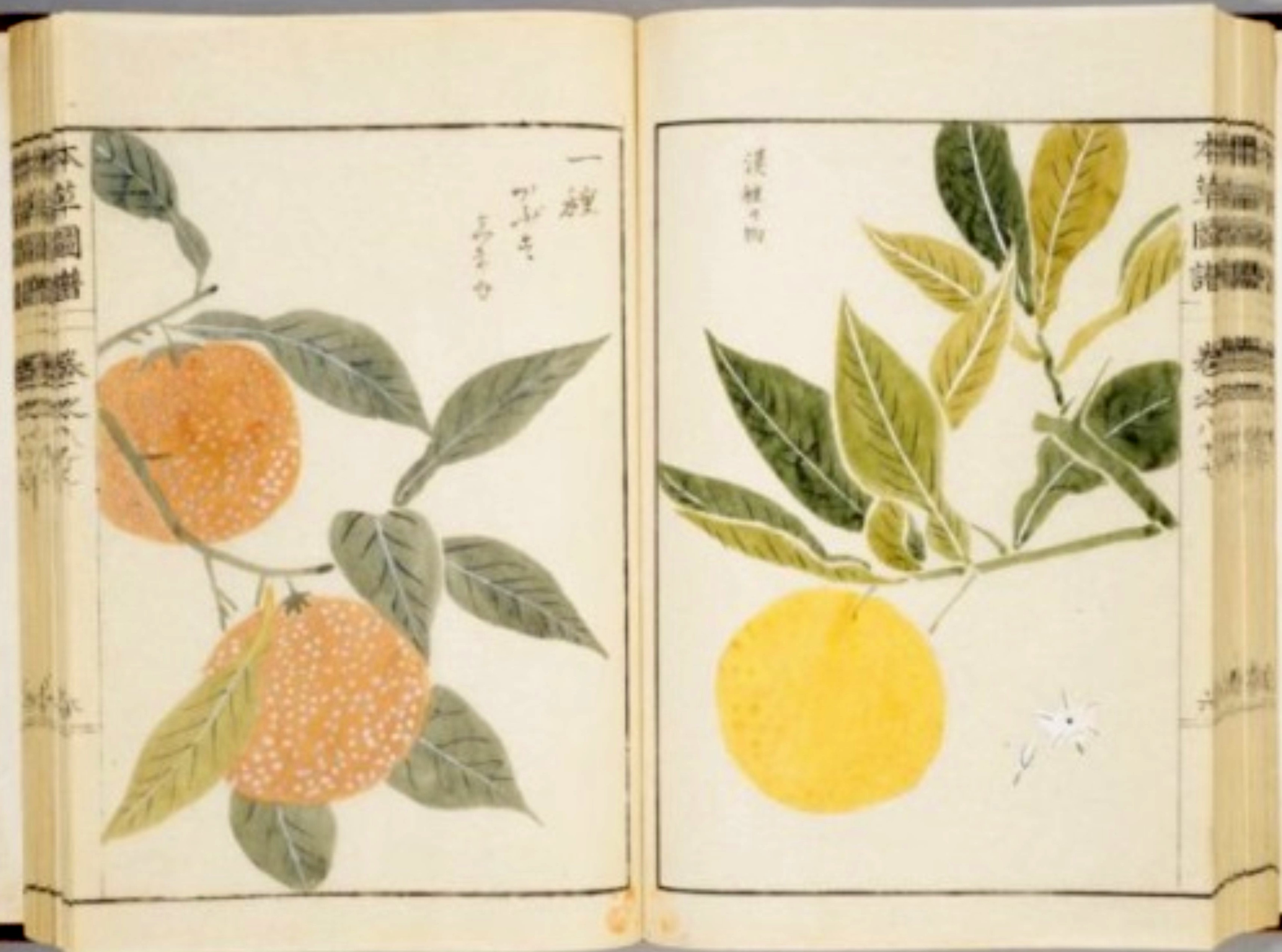
Doppelseite
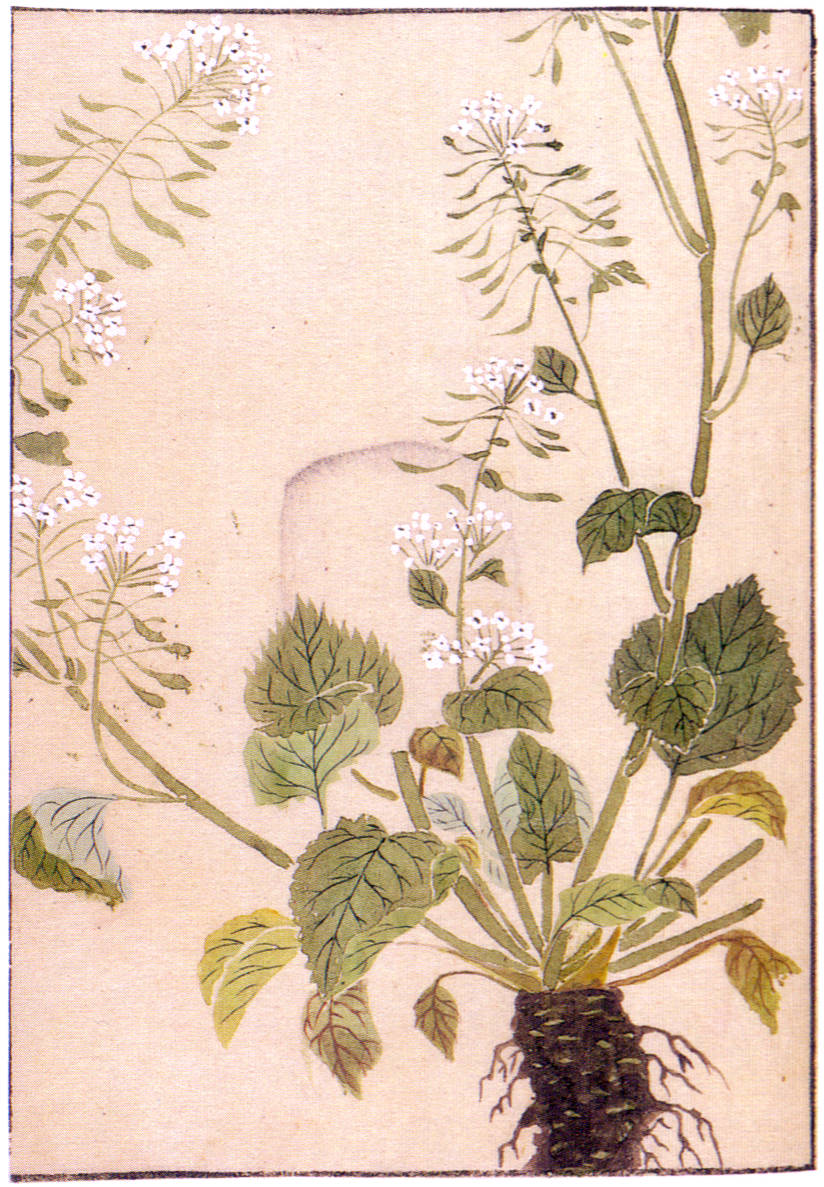
Wasabi
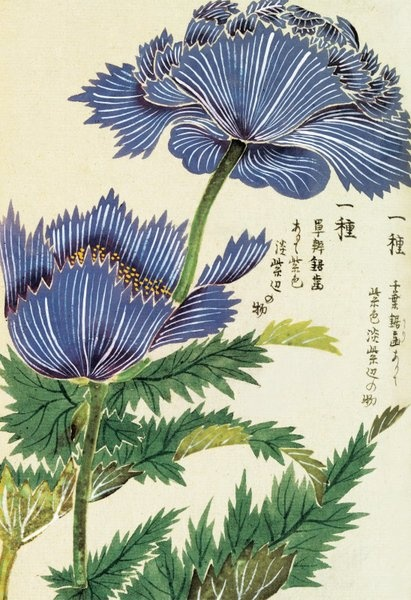
Ziermohn
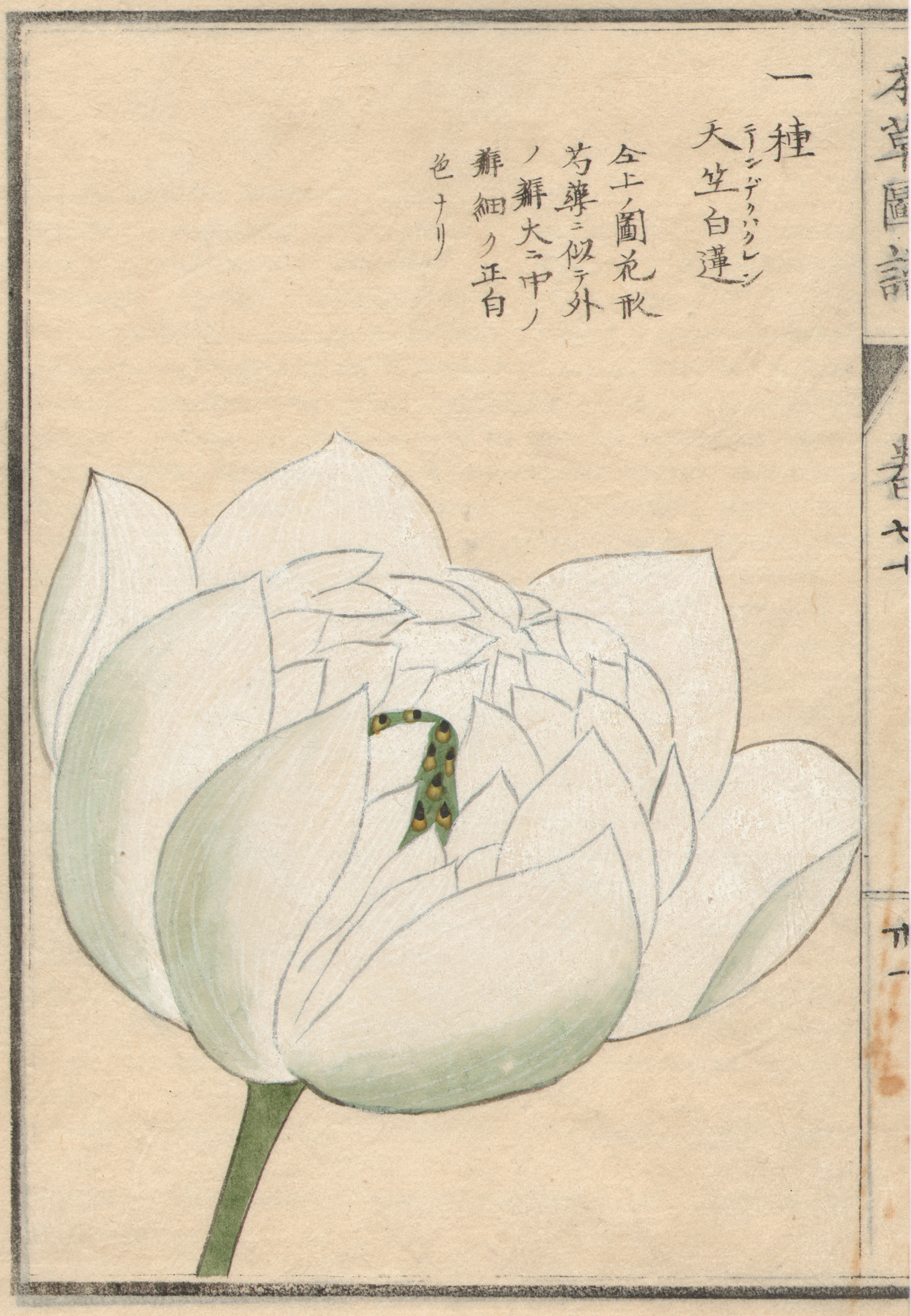
Wasserlinien